# مجمع الشقايا للطاقات المتجددة
مجمع الشقايا للطاقات المتجددة هو مجمع لتوليد الطاقة الكهربائية من الطاقات المتجددة بقدرة 70 ميغاواط يقع في شمال غرب الكويت، والمجمع يتألف من 3 محطات لتوليد الطاقة هي محطة الشقايا لطاقة الرياح ومحطة الشقايا للطاقة الكهروضوئية ومحطة الشقايا للطاقة الحرارية.

## المراحل

### المرحلة الأولى
تهدف المرحلة الأولى إلى تأهيل البنية التحتية للموقع وإنشاء محول للكهرباء خاص بربط مجمع الشقايا للطاقات المتجدة بالشبكة الرئيسية للكهرباء في الكويت، إضافة إلى مد خط ربط كهربائي بطول 35 كيلومترا يصل إلى أقرب محطة تحويل رئيسية من الموقع
وكذلك تشمل المرحلة الأولى إنشاء 3 محطات للطاقة المتجددة
- محطة الشقايا لطاقة الرياح بمقدار 10 ميغاواط.
- محطة الشقايا للطاقة الشمسية الكهروضوئية بمقدار 10 ميغاواط.
- محطة الطاقة الحرارية المركزة بمقدار 50 ميغاواط.

### المرحلة الثانية
تهدف المرحلة الثانية إلى استكمال المجمع حتى تصل القدرة المركبة القصوى إلى 1000 ميغاواط، خلال متوسط زمني ما بين 8 إلى 10 سنوات.

### المرحلة الثالثة
تهدف المرحلة الثالثة إلى استكمال مجمع الشقايا للطاقات المتجددة، بسعة إجمالية تصل إلى 2000 ميغاواط.

## محطة الشقايا لطاقة الرياح
محطة الشقايا لطاقة الرياح هي محطة لتوليد كهرباء تعمل بطاقة رياح تقع في شمال غرب الكويت ضمن مجمع الشقايا للطاقات المتجددة، وهو مشروع مشترك بين معهد الكويت للأبحاث العلمية ووزارة الكهرباء والماء وقد افتتحت المرحلة الأولى من المحطة في 22 نوفمبر 2016 بطاقة إنتاجية تبلغ 10 ميجا واط.
المرحلة الأولى
تم تركيب 5 توربينات رياح بقدرة إنتاجية 2 ميجا واط للتوربين الواحد ، وبإجمالي 10 ميجا واط للمحطة ، توربينات الرياح من صنع شركة سيمنز غامسا الاسبانية وهي بارتفاع 94 متر وبقطر دائري يبلغ 114.